# Dudu Omagbemi
MacPherlin Dudu Omagbemi, né le 18 juillet 1985 à Lagos, est un footballeur nigérian, évoluant actuellement avec le club finlandais du Kuopion Palloseura. Il occupe le poste d'attaquant.

## Carrière
Omagbemi a passé la plupart de sa carrière en Inde, où il est devenu à plusieurs reprises meilleur buteur du championnat.
Le 31 août 2007, il signe avec le Wisla Cracovie. Il apparait pour la première fois sur un terrain polonais le 23 septembre, face au Polonia Bytom, et inscrit pour l'occasion son premier but en Orange Ekstraklasa. Le 31 octobre, il offre en inscrivant un doublé la qualification à son club, lors des 1/8e de finale de la Coupe de Pologne (contre le GKS Tychy).
Après avoir refusé l'invitation de sa sélection pour les Jeux olympiques de Pékin, il s'engage le 5 août 2008 avec le champion de Hongrie, le Debrecen VSC.

## Palmarès
Wisła Cracovie
- Championnat de Pologne
  - Champion (1) : 2008

 Debrecen VSC
- Championnat de Hongrie
  - Champion (1) : 2009
- Supercoupe de Hongrie
  - Vainqueur (1) : 2009

 FC Honka
- Coupe de la Ligue de Finlande
  - Vainqueur (1) : 2011